# تيدو سخوكيا
تيدو سخوكيا (بالإنجليزية: Tedo Sakhokia) (من مواليد مارس عام 1868 ― 17 فبراير عام 1956)، عالم في الإثنوغرافيا وعلم المعاجم ودراسات الفولكلور وهو أيضًا يعمل في مجال صحافة الرأي ومترجم ومعلم ومراسل في أكاديمية ريمس (1902) ومراسل أجنبي عضو في جمعية الأنثروبولوجيا في باريس (1904).

## أسلافه
وفقًا لتيدو سخوكيا، كان سلفه البعيد هو غامكريليدزي من راتشا، الذي انتقل إلى ليشخومي إثر عمليات قتل. بسبب مقتل مورافي شيكوفاني، أُجبر أبناؤه على الفرار إلى مينغريليا. استقر شقيقان من العائلة في شخبي وتبنيا لقب سخوكيا، بينما اتخذ اثنان آخران لقب جخوكيا.
كان جد تيدو ساخوكيا الأكبر كاهنًا للنبيل دادياني. تولى أفراد عائلة سخوكيا مسؤولية جمع نبات القراص الكبير للمالك والصائمين في القصر خلال الصوم الكبير، ولهذا السبب أطلق عليهم اسم «القراصون». كان الجد الأكبر (من جانب الأب) صائغًا وعاش مع عائلته حياة كريمة. ينحدر تيموتي (1832-1887)، والد تيدو سخوكيا، من شخبي وعمل كاهنًا في كنيسة القديس جورج في خيتا، في حين كانت والدته، إليزابيث، ابنة كاهن الكنيسة نفسها، ديفيد كوكافا.

## حياته السياسية

### رابطة الحرية في جورجيا
في عام 1892، تأسست رابطة الحرية في كوتايسي من قِبَل الطلاب الجورجيين من الجامعات الروسية والأوروبية. كان معظم مؤسسيها من جامعات وارسو وكييف وسانت بطرسبرغ وموسكو وخاركيف وأوديسا. أصبح تيدو سخوكيا عضوًا في المنظمة في عام 1892. تراسل تيدو سرًا مع شيو أراغفيسبيريلي وفاختانغ غامباشيدزه وآخرين لتعميم المجموعة وتجنيد أعضاء جدد.
اعترضت قوات الدرك التابعة للحكومة الروسية المراسلات بين أعضاء المنظمة. تم القبض على تيدو سخوكيا في 20 سبتمبر من عام 1894 بتهمة التواصل مع شيو ديدابريشفيلي والمشاركة مع «رابطة الحرية في جورجيا» وتم إرساله إلى سجن كوتايسي في اليوم التالي. بعد ثلاثة أشهر، أُطلق سراحه، إلا أنه كان ما يزال تحت مراقبة رجال الشرطة والدرك.

### الحزب الجورجي
انتقل تيدو سخوكيا إلى سوخومي في عام 1898. ترأس زعامة حركة سياسية تُعرف باسم «الحزب الجورجي» في أبخازيا، وبالتعاون مع أنتيم جوغيلي وإيفان جيجيا وجريجول كانديلاكي وآخرين، كان معارضًا صريحًا لسياسة روسيا في الترويس. حارب تيدو سخوكيا كل من سبيريدون نوراكيدز وإيفان بورشولادز وإيفان جيجيا وبارنا دافيتايا. كان أعضاء «الحزب الجورجي» من رجال الدين: القس الأول ديفيد ماتشافارياني؛ القساوسة: أفكسنتي سخوكيا وإيفان تشخينكيلي والبطريرك الكاثوليكي المستقبلي لجميع جورجيا: القديس كيريون الثاني وليونيد وأمبروسيوس من جورجيا.
كان تيدو سخوكيا وشركاؤه يتراسلون فيما بينم وكان مسؤولًا عن تنسيق هذه المراسلات. سرعان ما حققت سلطات الإمبراطورية الروسية في أنشطة «الحزب الجورجي» وتيدو سخوكيا بشك شخصي. استغرقت لائحة الاتهام أربع سنوات للكتابة، لكن بدعم من أصدقائه تمكن تيدو سخوكيا من الفرار إلى أوروبا. بعد ذلك، تباطأت عمليات «الحزب الجورجي» إلى حد كبير.

### صحيفة «جورجيا»
سافر تيدو سخوكيا إلى إيطاليا في صيف عام 1901. في روما، ساعد ميشيل تاماراشفيلي في إعداد مخطوطاته للنشر. ثم ذهب إلى توسكانا لمدة شهرين. أصبح تيدو سخوكيا صديقًا مقربًا لأرشيل جورجادز بعد عودته إلى فرنسا وساعده في استيعاد اللغة الجورجية.
في عام 1902، تقرر البدء بطباعة صحيفة «جورجيا» غير القانونية في باريس. صدرت النسخة الافتتاحية مع نظيرتها الفرنسية («لا جورجيا») في العام التالي. عمل تيدو سخوكيا محررًا مشاركًا للصحيفة مع أرشيل جورجادز وجيورجي لاسكيشفيلي وكان متورطًا في التوزيع غير القانوني لها في جورجيا. حُكم على تيدو سخوكيا بالسجن لمدة خمس سنوات وتم ترحيله إلى سيبيريا من قِبَل إدارة الإمبراطور، لكنه ساعد تمكن من الهجرة إلى نوفوروسيسك حيث حصل على جواز سفر أجنبي، ومن ثم عاد إلى باريس.
بعد عودته مؤقتًا من فرنسا، اجتمع تيدو سخوكيا وأعضاء آخرون في الحزب الثوري الاشتراكي الفيدرالي الجورجي مع إيليا تشافشافادز. توسلوا إليه أن يقدم دعمه إلى الصحيفة حذرَا من مخاوف مالية أخرى، لكن الاجتماع باء بالفشل.